# Sistemática do grupo Acarina

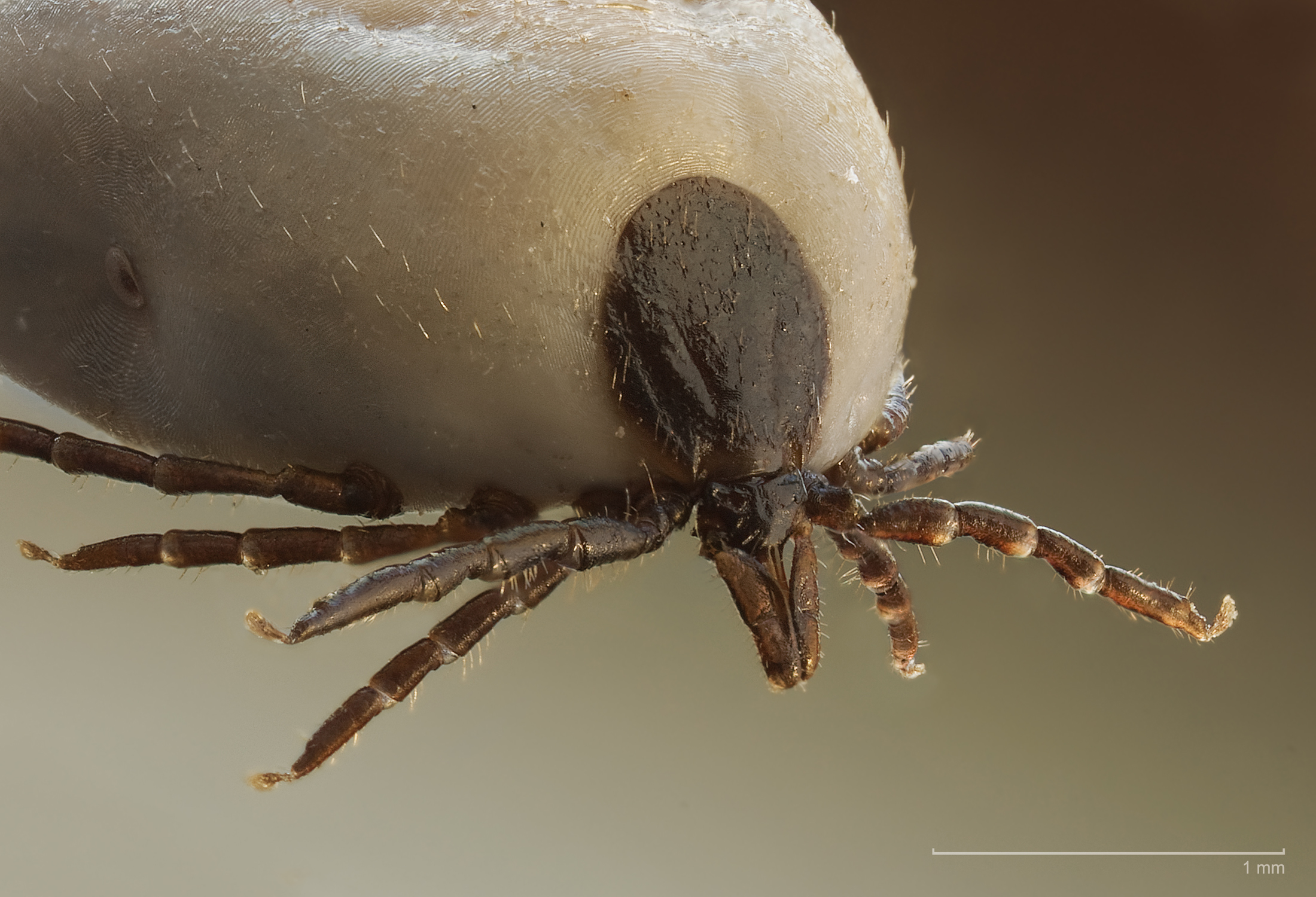
Carrapato Ixodes ricinus (Ixodidae).

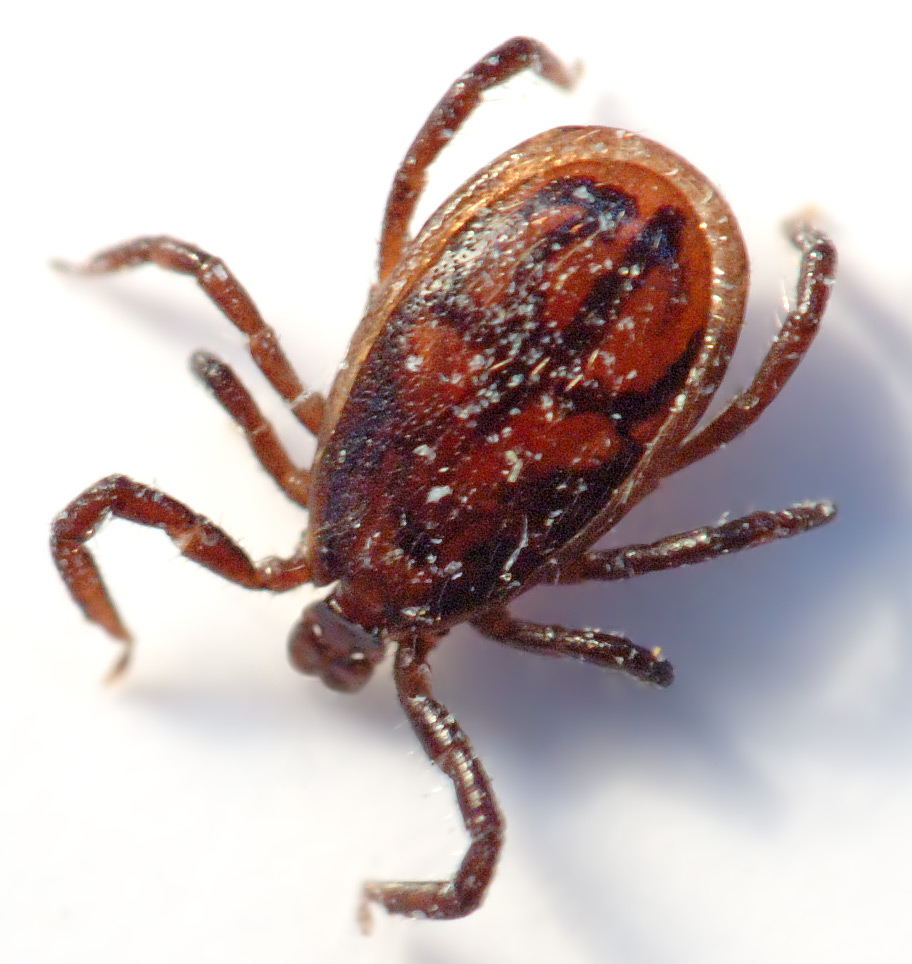
Carraça (Argasidae).

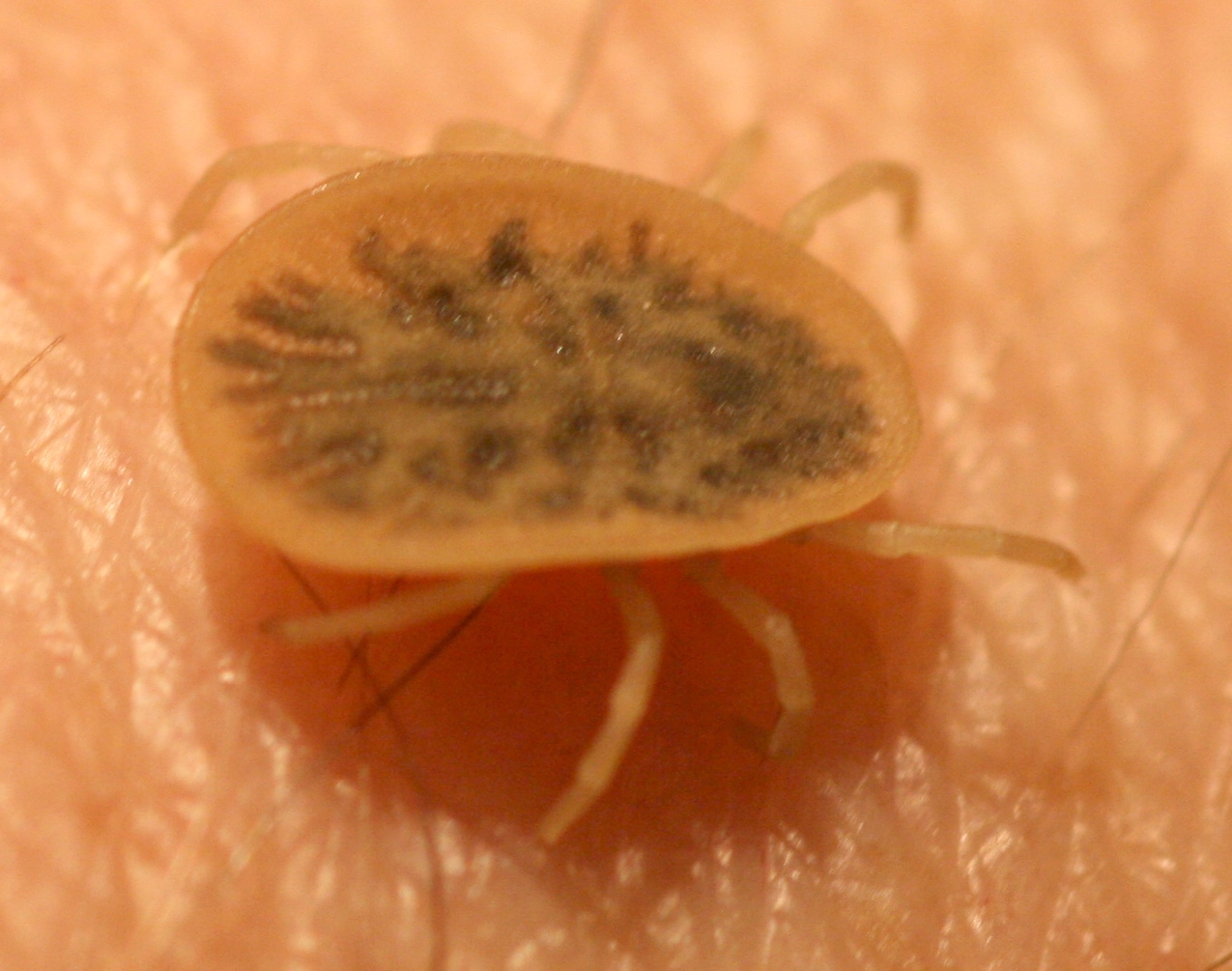
Carraça Argas reflexus (Argasidae)

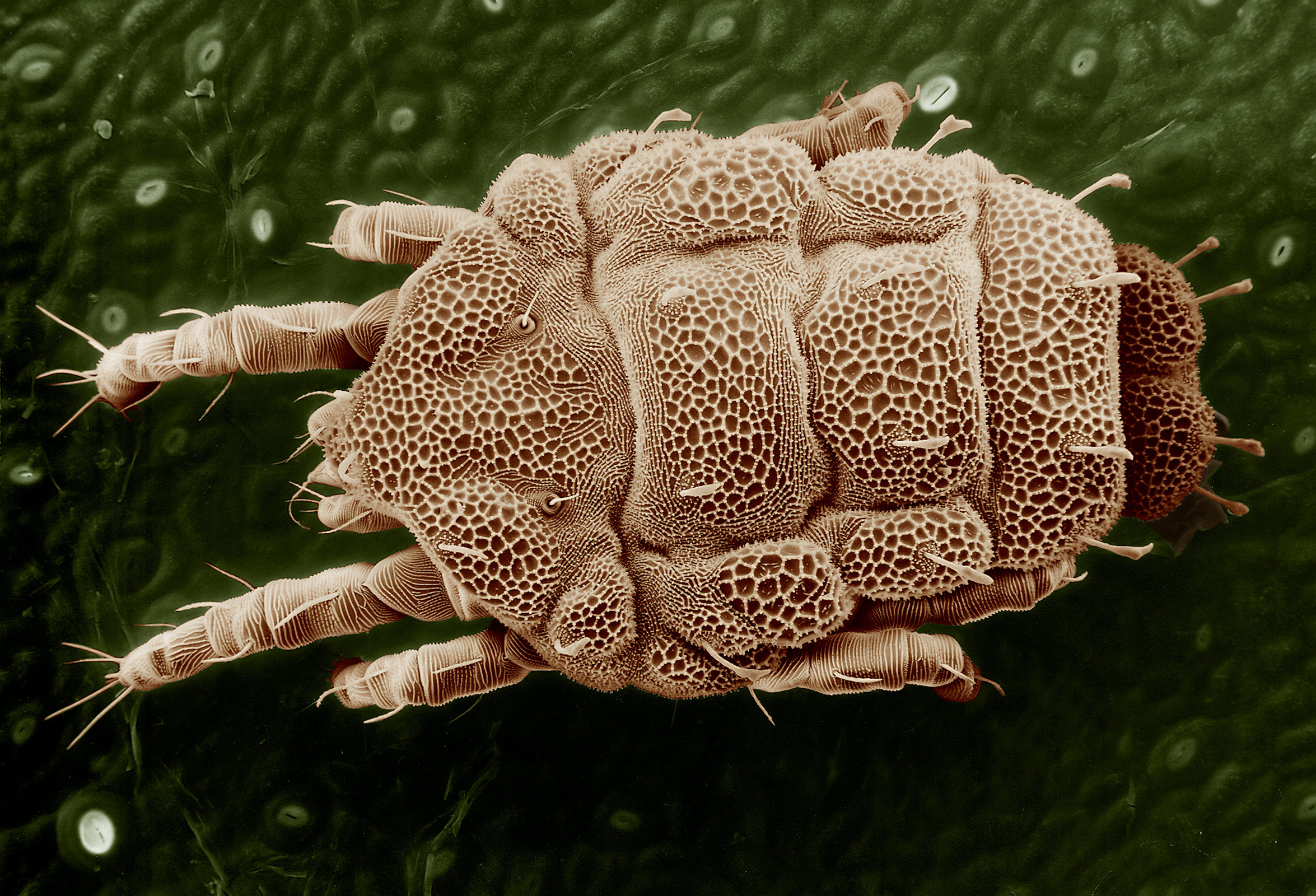
Ácaro Lorryia formosa (Prostigmata).

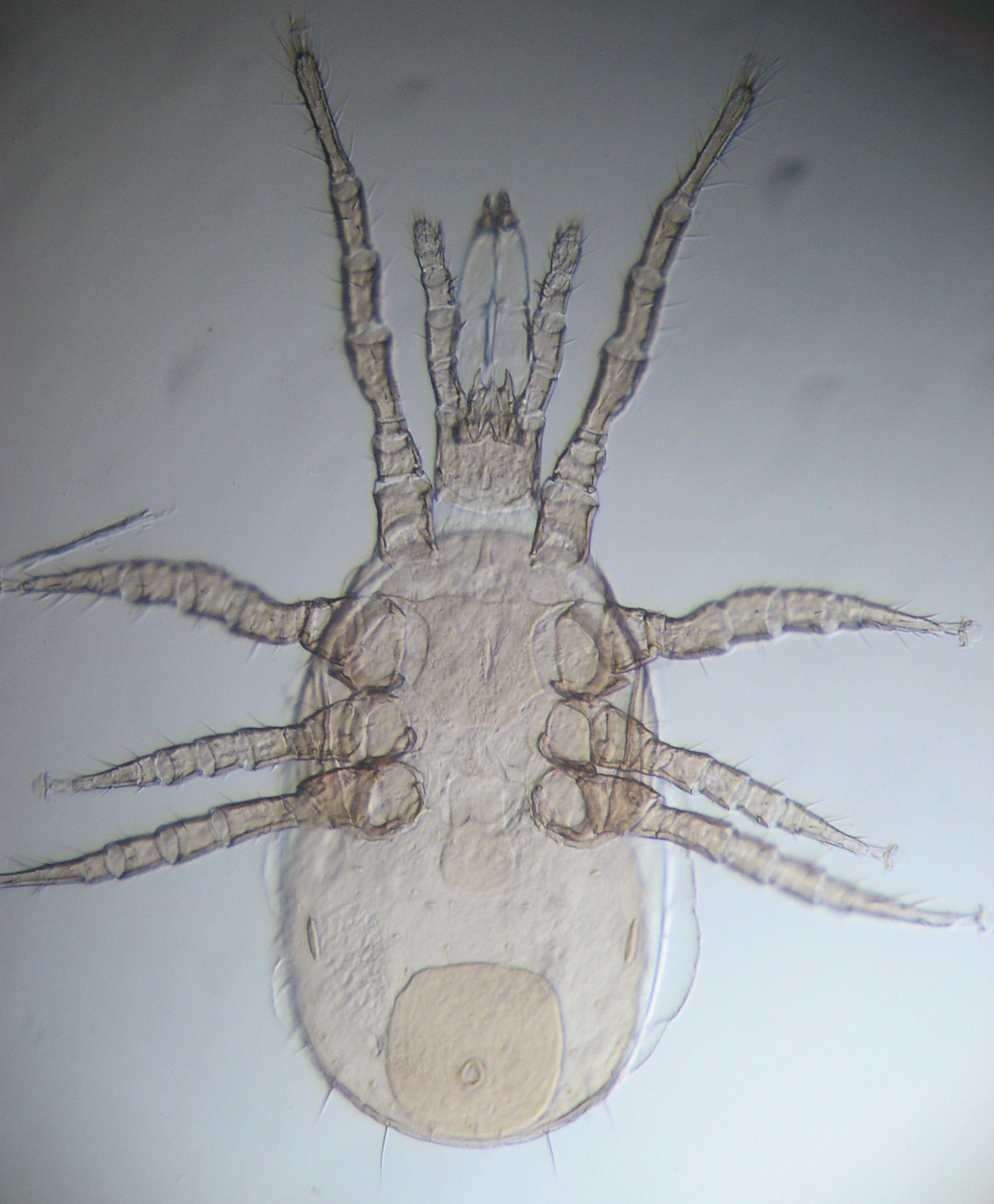
Ácaro Arctoseius magnanalis (Gamasina).

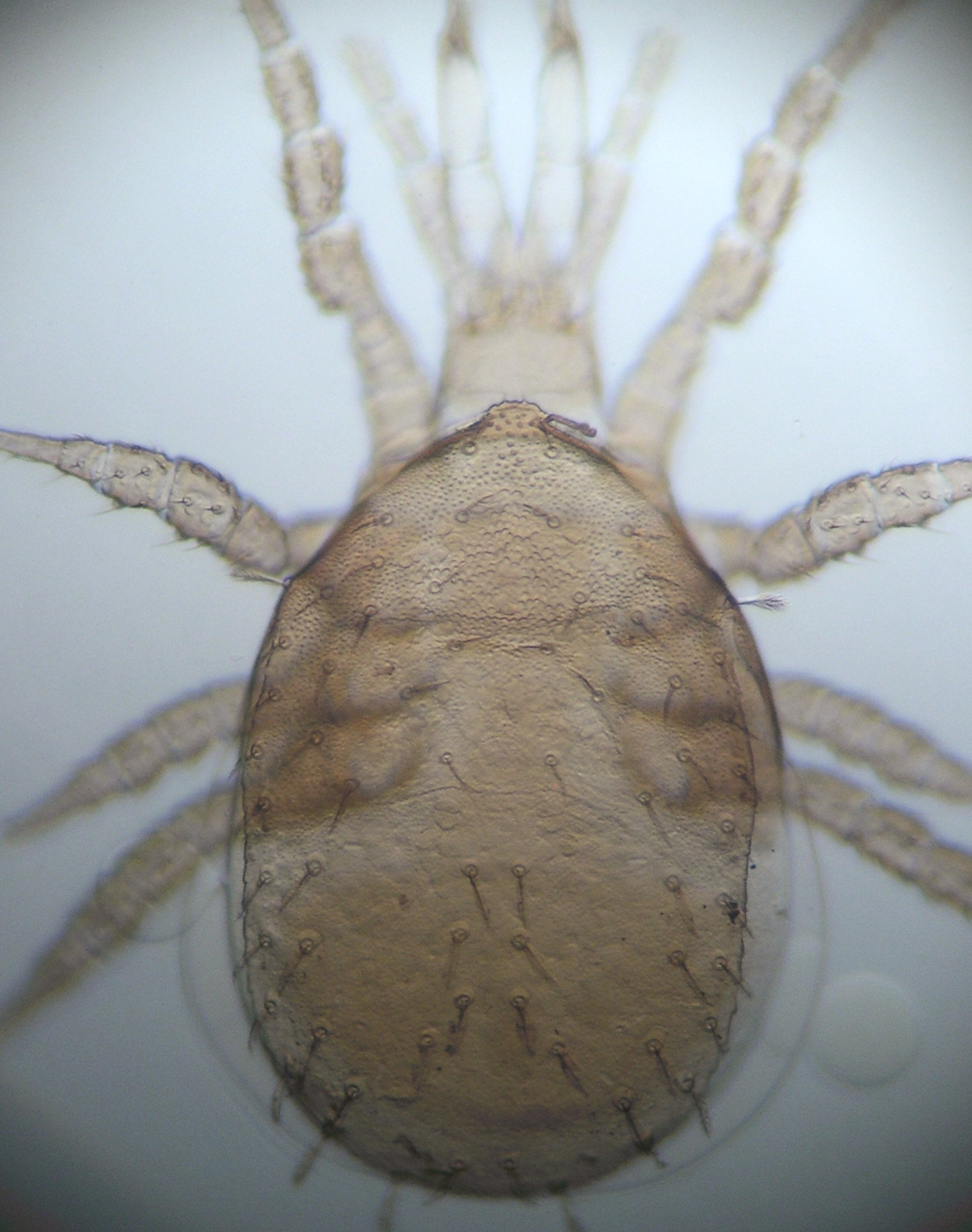
Ácaro Zercoseius spathuliger (Ascidae).

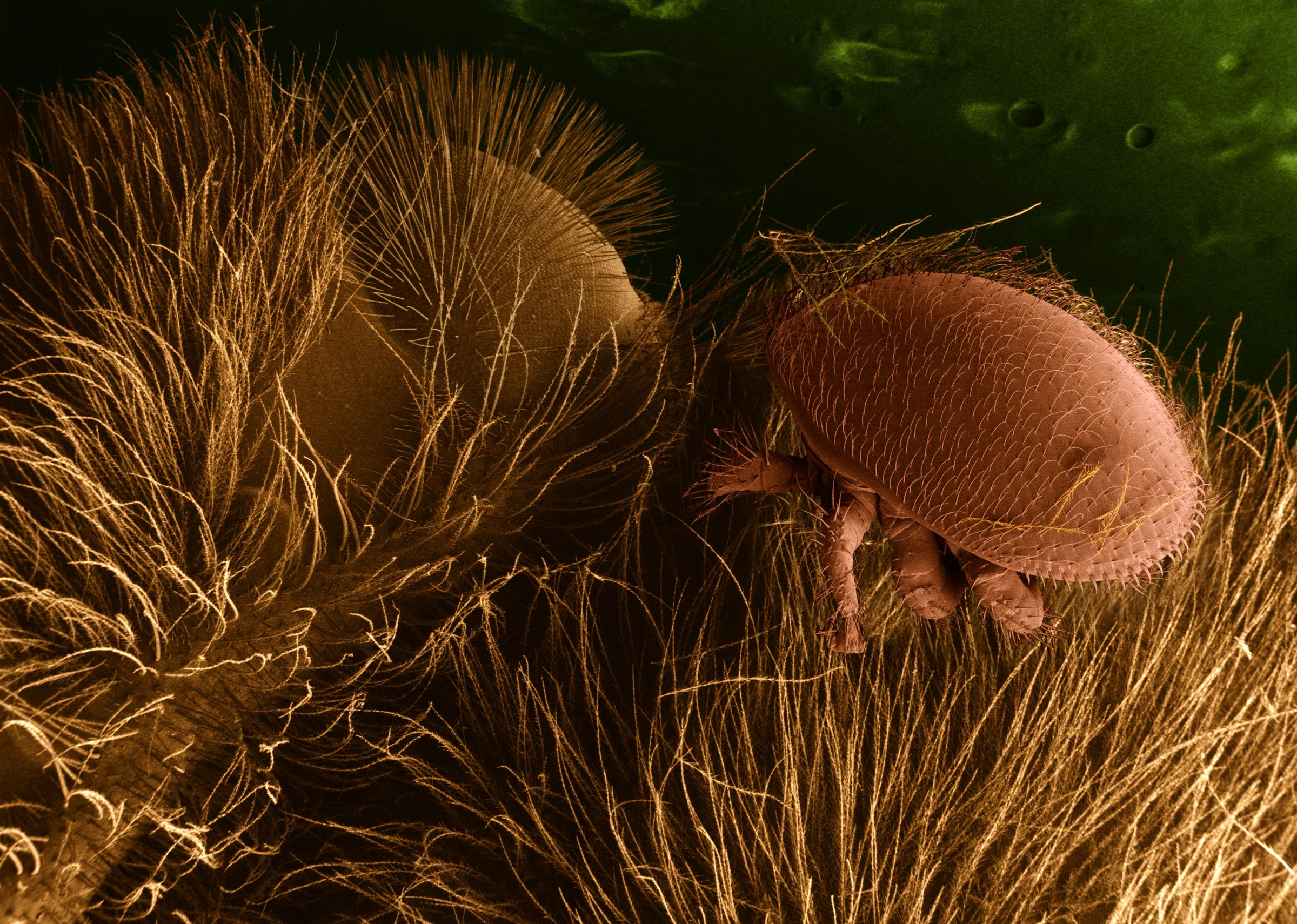
Varroa destructor (ácaro da ordem Mesostigmata) sobre o dorso de uma abelha.

A sistemática do grupo Acarina organiza as espécies que integram a subclasse Acarina (ácaros, carraças e carrapatos) em estruturas taxonómicas com base nas suas características morfológicos e anatómicas e nos conhecimentos disponíveis sobres a sua filogenia e filogeografia, genética e ecologia. A estrutura sistemática utilizada foi a desenvolvida por G. W. Krantz e D. E. Walter na sua obra A Manual of Acarology, na edição de 2009 (3.ª edição).
A terceira edição da obra inclui as múltiplas mudanças taxonómicas aceites nos mais de 30 anos decorridos desde a segunda edição, publicada em 1978, então também compilada por Gerald W. Krantz. Muitos grupos de ácaros têm características que diferem marcadamenre das encontradas em outras famílias, pelo que tiveram de ser atribuídas a taxa mais elevados. Essa diferenciação implicou criação de novas ordens e subordens, mesmo quando compreendem apenas alguns géneros e espécies. O número indicado de géneros e espécies incluídos em cada família foi recolhido do monumental catálogo de aracnídeos compilado por Joel Hallans (publicado em 2005).

## Superordem Parasitiformes
A superordem Parasitiformes é constituída por quatro ordens, das quais três incluem apenas um pequeno número de famílias. Os membros deste táxon distinguem-se dos incluídos na superordem Acariformes pela presença de coxas capazes se movimentarem livremente e por exibirem estigmas visíveia por detrás do segundo par de coxas. A superordem Parasitiformes engloba cerca de 9 200 espécies distribuídas por mais de 920 géneros.

### Ordem Opilioacarida
A ordem Opilioacarida inclui apenas uma superfamília monotípica.
- Superfamília Opilioacaroidea
  - Família Opilioacaridae (9 géneros, 24 espécies)

### Ordem Holothyrida
A ordem Holothyrida inclui uma superfamília com três famílias.
- Superfamília Holothyroidea
  - Família Allothyridae (2 géneros, 3 espécies)
  - Família Holothyridae (6 géneros, 20 espécies)
  - Família Neothyridae (2 géneros, 2 espécies)

### Ordem Ixodida
A ordem Ixodida agrupa as espécies conhecidas pelos nomes comuns de carraças e carrapatos, um grupo bem conhecido de ectoparasitas dos mamíferos e aves. Reconhecem-se três famílias agrupadas numa única superfamília. Apesar da sua notoriedade como importantes parasitas dos mamíferos, os carrapatos e carraças são uma pequena ordem, com cerca de 870 espécies agrupadas em 18 géneros.
- Superfamília Ixodoidea 
  - Família Argasidae (carraças) (4 géneros, 181 espécies)
  - Família Ixodidae (carrapatos) (13 géneros, 686 espécies)
  - Família Nuttalliellidae (1 género monotípico)

### Ordem Mesostigmata
A ordem Mesostigmata é de longe o grupo mais numeroso e diverso incluído na superordem dos Parasitiformes. Por isso, este táxon tem sido repetidamente subdividido em subordens e superfamílias e mais recentemente, recorrendo à cladística, em grupos, coortes e subcoortes. Esses termos foram inseridos aqui por derivaçã da sistemática dos vertebrados, onde "coorte" e "subcoorte" são rotineiramente inseridos entre as categorias taxonómicas "classe" e "ordem". Os Mesostigmata estão categorizados em 23 superfamílias com 80 famílias, nas quais estão descritas mais de 8 300 espécies agrupadas em cerca de 890 géneros.
- Subordem Sejida
  - Superfamília Sejoidea
    - Família Sejidae (5 géneros, 47 espécies)
    - Família Uropodellidae (2 género, 6 espécies)
    - Família Ichthyostomatogasteridae (3 géneros, 5 espécies)
- Subordem Trigynaspida
  - Coorte Cercomegistina
    - Superfamília Cercomegistoidea
      - Família Cercomegistidae (6 géneros, 6 espécies)
      - Família Saltiseiidae (1 espécie)
      - Família Asternoseiidae (1 espécie)
      - Família Davacaridae (1 espécie)
      - Família Seiodidae (1 género, 2 espécies)
      - Família Pyrosejidae (1 espécie)

  - Coorte Antennophorina
    - Superfamília Aenictequoidea
      - Família Aenictequidae (1 espécie)
      - Família Messoracaridae (2 géneros, 3 espécies)
      - Família Physalozerconidae (1 espécie)
      - Família Ptochacaridae (1 género, 3 espécies)

    - Superfamília Antennophoroidea
      - Família Antennophoridae (5 géneros, 9 espécies)

    - Superfamília Celaenopsoidea
      - Família Neotenogyniidae (2 géneros, 2 espécies)
      - Família Celaenopsidae (7 géneros, 14 espécies)
      - Família Costacaridae (1 espécie)
      - Família Schizogyniidae (6 géneros, 6 espécies)
      - Família Megacelaenopsidae (2 géneros, 2 espécies)
      - Família Triplogyniidae (2 géneros, 10 espécies)
      - Família Meinertulidae (1 espécie)
      - Família Diplogyniidae (40 géneros, 64 espécies)
      - Família Euzerconidae (12 géneros, 20 espécies)

    - Superfamília Fedrizzioidea
      - Família Fedrizziidae (3 géneros, 21 espécies)
      - Família Klinckowstroemiidae (4 géneros, 20 espécies)

    - Superfamília Megisthanoidea
      - Família Hoplomegistidae (1 género, 2 espécies)
      - Família Megisthanidae (1 género, 30 espécies)

    - Superfamília Parantennuloidea
      - Família Parantennulidae (3 géneros, 4 espécies)
      - Família Philodanidae (1 espécie)
      - Família Paramegistidae (4 géneros, 20 espécies)
      - Família Promegistidae (1 espécie)
- Subordem Monogynaspida
  - Coorte Heatherellina
    - Superfamília Heatherelloidea
      - Família Heatherellidae (1 género, 2 espécies)

  - Coorte Uropodina
    - Subcoorte Uropodiae
      - Superfamília Protodinychoidea
      - Superfamília Thinozerconoidea
        - Família Thinozerconidae (1 espécie)

      - Superfamília Polyaspidoidea
        - Família Polyaspididae (4 géneros, 19 espécies)
        - Família Trachytidae (3 géneros, 95 espécies)
        - Família Dithinozerconidae (múltiplos géneros e espécies)

      - Superfamília Uropodoidea
        - Família Dinychidae (12 géneros, 71 espécies)
        - Família Metagynuridae (1 género, 15 espécies)
        - Família Oplitidae (5 géneros, 184 espécies)
        - Família Trachyuropodidae (7 géneros, 110 espécies)
        - Família Trematuridae (5 géneros, 406 espécies)
        - Família Uroactinidae (1 género, 57 espécies)
        - Família Uropodidae (35 géneros, 577 espécies)

    - Subcoorte Diarthrophalliae
      - Superfamília Diarthrophalloidea
        - Família Diarthrophallidae (22 géneros, 63 espécies)

  - Coorte Heterozerconina
    - Superfamília Heterozerconoidea
      - Família Heterozerconidae (8 géneros, 14 espécies)
      - Família Discozerconidae (2 géneros, 3 espécies)

  - Coorte Gamasina (ácaros predadores)
    - Subcoorte Epicriiae
      - Superfamília Epicrioidea
        - Família Epicriidae (4 géneros, 17 espécies)

      - Superfamília Zerconoidea
        - Família Zerconidae (37 géneros, 214 espécies)
        - Família Coprozerconidae (1 espécie)

    - Subcoorte Arctacariae
      - Superfamília Arctacaroidea
        - Família Arctacaridae (2 géneros, 6 espécies)

    - Subcoorte Parasitiae
      - Superfamília Parasitoidea
        - Família Parasitidae (32 géneros, 363 espécies)

    - Subcoorte Dermanyssiae
      - Superfamília Rhodacaroidea
        - Família Ologamasidae (36 géneros, 236 espécies)
        - Família Rhodacaridae (18 géneros, 63 espécies)
        - Família Digamasellidae (5 géneros, 170 espécies)
        - Família Laelaptonyssidae (1 género, 6 espécies)
        - Família Teranyssidae (1 espécie)
        - Família Halolaelapidae (6 géneros, 56 espécies) (anteriormente incluída na superfamília Ascoidea)

      - Superfamília Veigaioidea
        - Família Veigaiidae (4 géneros, 59 espécies)

      - Superfamília Eviphidoidea
        - Família Eviphididae (15 géneros, 78 espécies)
        - Família Macrochelidae (26 géneros, 248 espécies)
        - Família Pachylaelapidae (18 géneros, 86 espécies)
        - Família Parholaspididae (12 géneros, 91 espécies)

      - Superfamília Ascoidea
        - Família Ascidae (39 géneros, 558 espécies)
        - Família Ameroseiidae (10 géneros, 64 espécies)
        - Família Melicharidae

      - Superfamília Phytoseioidea
        - Família Phytoseiidae (67 géneros, 2000 espécies)
        - Família Blattisociidae
        - Família Otopheidomenidae (9 géneros, 18 espécies)
        - Família Podocinidae (7 géneros, 25 espécies)

      - Superfamília Dermanyssoidea
        - Família Laelapidae (134 géneros, 746 espécies)
        - Família Larvamimidae (1 género, 4 espécies)
        - Família Varroidae (1 género, 5 espécies)
        - Família Dermanyssidae (5 géneros, 37 espécies)
        - Família Iphiopsididae (10 géneros, 45 espécies) (anteriormente incluída como subfamília em Laelapidae)
        - Família Hystrichonyssidae (1 espécie)
        - Família Macronyssidae (26 géneros, 127 espécies)
        - Família Rhinonyssidae (30 géneros, 160 espécies)
        - Família Spinturnicidae (13 géneros, 48 espécies)
        - Família Spelaeorhynchidae (1 género, 5 espécies)
        - Família Halarachnidae (7 géneros, 10 espécies)
        - Família Entonyssidae (7 géneros, 9 espécies)
        - Família Ixodorhynchidae (8 géneros, 12 espécies)
        - Família Dasyponyssidae (2 géneros, 2 espécies)
        - Família Manitherionyssidae (1 espécie)

## Superordem Acariformes
A superordem Acariformes foi anteriormente subdividida em três ordens: Actinedida, Astigmata e Oribatida. Na actual estruturação sistemática são apenas consideradas duas ordens de Acariformes: Trombidiformes e Sarcoptiformes. O grupo anteriormente incluído na ordem Actinedida foi incluído nos Prostigmata, uma das duas subordens da ordem Trombidiformes. O agrupamento Oribatida é actualmente considerada como uma das duas subordens dos Sarcoptiformes, sendo os Astigmata considerados um subgrupo dos Oribatida.

### Ordem Trombidiformes
A ordem Trombidiformes é subdividida em duas subordens, englobando 30 superfamílias com 85 famílias. No seu conjunto o táxon inclui mais de 2 150 géneros e cerca de 19 600 espécies.
- Subordem Sphaerolichina
  - Superfamília Sphaerolichoidea
    - Família Sphaerolichidae (1 espécie)
- Subordem Prostigmata
  - Supercoorte Labidostommatides
    - Superfamília Labidostommatoidea
      - Família Labidostommatidae (7 géneros, 37 espécies)

  - Supercoorte Eupodides
    - Superfamília Bdelloidea
      - Família Bdellidae (15 géneros, 114 espécies)
      - Família Cunaxidae (17 géneros, 249 espécies)

    - Superfamília Eupodoidea
      - Família Pentapalpidae (1 espécie)
      - Família Eupodidae (ácaros corredores) (8 géneros, 41 espécies)
      - Família Eriorhynchidae (1 género, 5 espécies)
      - Família Penthalodidae (4 géneros, 11 espécies)
      - Família Penthaleidae (7 géneros, 16 espécies)
      - Família Pentapalpidae (1 espécie)
      - Família Rhagidiidae (26 géneros, 146 espécies)
      - Família Strandtmanniidae (1 género, 2 espécies)

    - Superfamília Halacaroidea
      - Família Pezidae (1 género, 2 espécies)
      - Família Halacaridae (64 géneros, 1074 espécies)

    - Superfamília Tydeoidea
      - Família Meyerellidae (3 géneros, 11 espécies)
      - Família Iolinidae (15 géneros, 53 espécies)
      - Família Ereynetidae (29 géneros, 92 espécies)
      - Família Tydeidae (58 géneros, 374 espécies)

    - Superfamília Eriophyoidea
      - Família Phytoptidae (31 géneros, 211 espécies)
      - Família Eriophyidae (ácaros formadores de galhas) (242 géneros, 3 126 espécies)
      - Família Diptilomiopidae (57 géneros, 319 espécies)

  - Supercoorte Anystides
    - Coorte Anystina
      - Superfamília Adamystoidea
        - Família Adamystidae (2 géneros, 13 espécies)

      - Superfamília Anystoidea
        - Família Anystidae (17 géneros, 102 espécies)
        - Família Pseudocheylidae (4 géneros, 11 espécies)
        - Família Teneriffiidae (5 géneros, 15 espécies)

      - Superfamília Caeculoidea
        - Família Caeculidae (7 géneros, 16 espécies)

      - Superfamília Paratydeoidea
        - Família Paratydeidae (7 géneros, 12 espécies)
        - Família Stigmocheylidae

      - Superfamília Pomerantzioidea
        - Família Pomerantziidae (2 géneros, 3 espécies)

    - Coorte Parasitengonina
      - Subcoorte Hydrachnidiae (ácaros de água doce)
        - Superfamília Hydrovolzioidea
          - Família Hydrovolziidae (4 géneros, 32 espécies)
          - Família Acherontacaridae (2 géneros)

        - Superfamília Hydrachnoidea
          - Família Hydrachnidae (1 género, 166 espécies))

        - Superfamília Hydryphantoidea
          - Família Hydryphantidae (57 géneros, 337 espécies)
            - Subfamília Ankelothyadinae
            - Subfamília Chimerathyadinae
            - Subfamília Cowichaniinae
            - Subfamília Cyclothyadinae
            - Subfamília Diplodontinae
            - Subfamília Eupatrellinae (1 género, 2 espécies)
            - Subfamília Hydryphantinae (2 géneros, zahlreiche espécies)
            - Subfamília Pseudohydryphantinae (2 géneros)
            - Subfamília Protziinae (3 géneros)
            - Subfamília Rhynchohydracarinae (5 géneros, 13 espécies)
            - Subfamília Tartarothyadinae
            - Subfamília Wandesiinae

          - Família Zelandothyadidae (2 géneros, 3 espécies)
          - Família Hydrodromidae (2 géneros, 20 espécies)
          - Família Teratothyadidae (2 géneros, 8 espécies)
          - Família Ctenothyadidae (2 géneros, 3 espécies)
          - Família Thermacaridae (1 géneros, 4 espécies)

        - Superfamília Eylaoidea
          - Família Apheviderulicidae (1 género, 3 espécies)
          - Família Limnocharidae
            - Subfamília Limnocharinae (2 géneros, 27 espécies)
            - Subfamília Rhyncholimnocharinae (2 géneros, 7 espécies)

          - Família Eylaidae (2 géneros, 161 espécies)
          - Família Piersigiidae (3 géneros, 9 espécies)

        - Superfamília Lebertioidea
          - Família Sperchontidae (6 géneros, 175 espécies)
          - Família Teutonidae (1 género, 5 espécies)
          - Família Rutripalpidae (1 género, 2 espécies)
          - Família Anisitsiellidae
            - Subfamília Anisitsiellinae (23 géneros, 82 espécies)
            - Subfamília Nilotoniinae (8 géneros, 48 espécies)

          - Família Lebertiidae (3 géneros, 231 espécies)
          - Família Oxidae (3 géneros, 125 espécies)
          - Família Torrenticolidae (5 géneros, 338 espécies)
          - Família Stygotoniidae (1 espécie)

        - Superfamília Hygrobatoidea
          - Família Pontarachnidae (2 géneros, 37 espécies)
          - Família Limnesiidae (29 géneros, 344 espécies)
          - Família Omartacaridae (2 géneros, 14 espécies)
          - Família Hygrobatidae (79 géneros, 766 espécies)
          - Família Ferradasiidae (1 espécie)
          - Família Unionicolidae (18 géneros, 691 espécies)
          - Família Feltriidae (1 género, 103 espécies)
          - Família Pionidae (14 géneros, 335 espécies)
          - Família Wettinidae (4 géneros, 8 espécies)
          - Família Astacocrotonidae (1 espécie)
          - Família Frontipodopsidae (1 género, 10 espécies)
          - Família Aturidae (81 géneros, 750 espécies)
          - Família Lethaxonidae (2 géneros, 5 espécies)

        - Superfamília Arrenuroidea
          - Família Amoenacaridae (1 espécie)
          - Família Mideidae (2 géneros, 6 espécies)
          - Família Momoniidae (13 géneros, 52 espécies)
          - Família Mideopsidae
            - Subfamília Guineaxonopsinae (2 géneros)
            - Subfamília Gretacarinae (1 género, 15 espécies)
            - Subfamília Mideopsinae (1 género, zahlreiche espécies)
            - Subfamília Mideopsellinae (4 géneros, zahlreiche espécies)
            - Subfamília Plaumanniinae (1 género)

          - Família Nudomideopsidae (3 géneros)
          - Família Kantacaridae (1 espécie)
          - Família Nipponacaridae (1 género, 3 espécies)
          - Família Neoacaridae (2 géneros, 18 espécies)
          - Família Bogatiidae (2 géneros, 2 espécies)
          - Família Chappuisididae
            - Subfamília Chappuisidinae (1 género, 13 espécies)
            - Subfamília Morimotacarinae (2 géneros, 4 espécies)
            - Subfamília Tsushimacarinae (1 espécie)
            - Subfamília Uchidastygacarinae (3 géneros, 16 espécies)

          - Família Krendowskiidae (4 géneros, 52 espécies)
          - Família Acalyptonotidae (2 géneros, 4 espécies)
          - Família Athienemanniidae (15 géneros, 41 espécies)
          - Família Harpagopalpidae (1 género, 3 espécies)
          - Família Hungarohydracaridae (4 géneros, 15 espécies)
          - Família Arenohydracaridae (1 género, 3 espécies)
          - Família Laversiidae (1 espécie)
          - Família Arrenuridae (6 géneros, 903 espécies)

      - Subcoorte Stygothrombiae
        - Superfamília Stygothrombioidea
          - Família Stygothrombiidae (5 géneros, 17 espécies)

      - Subcoorte Erythraiae
        - Superfamília Calyptostomatoidea
          - Família Calyptostomatidae (1 género, 4 espécies)

        - Superfamília Erythraeoidea
          - Família Erythraeidae (58 géneros, 468 espécies)
          - Família Smarididae (13 géneros, 32 espécies)

      - Subcoorte Trombidiae
        - Superfamília Trombidioidea
          - Família Eutrombidiidae (4 géneros, 25 espécies)
          - Família Microtrombidiidae (60 géneros)
          - Família Neotrombidiidae (11 géneros, 16 espécies)
          - Família Trombidiidae (30 géneros, 279 espécies)

        - Superfamília Chyzerioidea
          - Família Chyzeriidae (5 géneros, 18 espécies)

        - Superfamília Trombiculoidea
          - Família Johnstonianidae (20 géneros, 39 espécies)
          - Família Audyanidae (1 espécie)
          - Família Leeuwenhoekiidae (25 géneros, 138 espécies)
          - Família Neotrombidiidae (4 géneros, 12 espécies)
          - Família Trombellidae (9 géneros, 25 espécies)
          - Família Trombiculidae (Laufmilben) (146 géneros, 971 espécies)

        - Superfamília Tanaupodoidea
          - Família Tanaupodidae (11 géneros, 16 espécies)

  - Supercoorte Eleutherengonides
    - Coorte Raphignathina
      - Superfamília Raphignathoidea
        - Família Barbutiidae (11 géneros, 16 espécies)
        - Família Camerobiidae (7 géneros, 130 espécies)
        - Família Cryptognathidae (2 géneros, 47 espécies)
        - Família Eupalopsellidae (5 géneros, 38 espécies)
        - Família Homocaligidae (2 géneros, 8 espécies)
        - Família Caligonellidae (5 géneros, 49 espécies)
        - Família Raphignathidae (3 géneros, 52 espécies)
        - Família Mecognathidae (2 géneros, 5 espécies)
        - Família Stigmaeidae (28 géneros, 432 espécies)
        - Família Xenocaligonellididae (2 géneros, 5 espécies)
        - Família Dasythyreidae (2 géneros, 2 espécies)

      - Superfamília Myobioidea
        - Família Myobiidae (50 géneros, 450 espécies)

      - Superfamília Cheyletoidea (inclui a maioria das espécies dos ácaros parasitas da aves)
        - Família Cheyletidae (77 géneros, 500 espécies)
        - Família Cloacaridae (6 géneros, 6 espécies)
        - Família Demodicidae (inclui os parasitas dos folículos capilares) (9 géneros, 78 espécies)
        - Família Harpyrhynchidae (14 géneros, 55 espécies)
          - Subfamília Harpyrhynchinae
          - Subfamília Harpypalpinae
          - Subfamília Ophioptinae

        - Família Epimydicidae (1 género)
        - Família Psorergatidae (3 géneros, 27 espécies)
        - Família Syringophilidae30 géneros, 122 espécies)

      - Superfamília Tetranychoidea
        - Família Allochaetophoridae (1 género, 2 espécies)
        - Família Linotetranidae (3 géneros, 8 espécies)
        - Família Tenuipalpidae (30 géneros, 815 espécies)
        - Família Tetranychidae (ácaros que tecem teias) (95 géneros, 689 espécies)
          - Subfamília Tetranychinae
          - Subfamília Bryoniinae

        - Família Tuckerellidae (1 género, 12 espécies)

    - Coorte Heterostigmatina
      - Superfamília Trochometroidea
        - Família Trochometridae (1 género)
        - Família Athyreacaridae (4 géneros, 9 espécies) (inclui Bembiacaridae, 1 espécie)

      - Superfamília Tarsocheyloidea
        - Família Tarsocheylidae (2 géneros, 12 espécies)

      - Superfamília Heterocheyloidea
        - Família Heterocheylidae (1 género, 2 espécies)

      - Superfamília Pyemotoidea
        - Família Acarophenacidae (4 géneros, 26 espécies)
        - Família Caraboacaridae (1 género, 7 espécies)
        - Família Pyemotidae (11 géneros, 36 espécies)
        - Família Resinacaridae (1 espécie)

      - Superfamília Pygmephoroidea
        - Família Siteroptidae (9 géneros, 96 espécies)
        - Família Pygmephoridae (30 géneros, 350 espécies)

      - Superfamília Scutacariodea
        - Família Scutacaridae (22 géneros, 308 espécies)
        - Família Microdispidae (12 géneros, 24 espécies)

      - Superfamília Tarsonemoidea
        - Família Podapolipidae (29 géneros, 159 espécies)
        - Família Tarsonemidae (45 géneros, 545 espécies)

      - Superfamília Dolichocyboidea
        - Família Dolichocybidae (6 géneros, 18 espécies)
        - Família Crotalomorphidae (1 espécie)

### Ordem Sarcoptiformes

#### Subordem Endeostigmata
A subordem Endeostigmata era anteriormente considerada um grupo no contexto dos Prostigmata (Actinedida). Como partilha algumas características com os Oribatida foi em conjunto com eles incluída na ordem Sarcoptiformes.
- Coorte Alycina
  - Superfamília Alycoidea
    - Família Proterorhagiidae (1 espécie)
    - Família Alycidae (11 géneros, 23 espécies)
    - Família Nanorchestidae (5 géneros, 31 espécies)
- Coorte Nematalycina
  - Superfamília Nematalycoidea
    - Família Nematalycidae (4 géneros, 4 espécies)
    - Família Micropsammidae (1 espécie)
    - Família Proteonematalycidae (1 espécie)
- Coorte Terpnacarina
  - Superfamília Oehserchestoidea
    - Família Oehserchestidae (1 género, 4 espécies)
    - Família Grandjeanicidae (1 género, 3 espécies)

  - Superfamília Terpnacaroidea
    - Família Terpnacaridae (2 géneros, 3 espécies)
- Coorte Alicorhagiina
  - Superfamília Alicorhagioidea
    - Família Alicorhagiidae (2 géneros, 3 espécies)

#### Subordem Oribatida

##### Supercoorte Palaeosomatides
- Supercoorte Palaeosomatides (Palaeosomata)
  - Superfamília Acaronychoidea
    - Família Acaronychidae (2 géneros, 2 espécies)
    - Família Archeonothridae (5 géneros, 11 espécies)

  - Superfamília Palaeacaroidea
    - Família Palaeacaridae (2 géneros, 2 espécies)

  - Superfamília Ctenacaroidea
    - Família Ctenacaridae (4 géneros, 5 espécies)
    - Família Adelphacaridae (1 espécie)
    - Família Aphelacaridae (1 género, 6 espécies)

##### Supercoorte Enarthronotides
- Supercoorte Enarthronotides (Enarthronota)
  - Superfamília Hypochthonoidea
    - Família Hypochthoniidae (4 géneros, 14 espécies)
    - Família Lohmanniidae (25 géneros, 190 espécies)
    - Família Eniochthoniidae (1 género, 5 espécies)
    - Família Mesoplophoridae (4 géneros, 30 espécies)

  - Superfamília Protoplophoroidea
    - Família Cosmochthoniidae (7 géneros, 37 espécies)
    - Família Haplochthoniidae (3 géneros, 13 espécies)
    - Família Sphaerochthoniidae (2 géneros, 17 espécies)
    - Família Protoplophoridae (12 géneros, 39 espécies)
    - Família Pediculochelidae (anteriormente incluída nos Heterostigmata) (1 género, 4 espécies)

  - Superfamília Heterochthonoidea
    - Família Heterochthoniidae (3 géneros, 12 espécies)
    - Família Trichthoniidae (3 géneros)
    - Família Arborichthoniidae (1 espécie)

  - Superfamília Brachychthonoidea
    - Família Brachychthoniidae (12 géneros, 170 espécies)

  - Superfamília Atopochthonoidea
    - Família Atopochthoniidae (1 espécie)
    - Família Phyllochthoniidae (1 espécie)
    - Família Pterochthoniidae (1 espécie)

##### Supercoorte Parhyposomatides
- Supercoorte Parhyposomatides (Parhyposomata)
  - Superfamília Parhypochthonioidea
    - Família Parhypochthoniidae (1 género, 3 espécies)
    - Família Gehypochthoniidae (1 género, 6 espécies)
    - Família Elliptochthoniidae (1 espécie)
- Supercoorte Mixonomatides (Mixonomata)
  - Superfamília Phthiracaroidea 
    - Família Phthiracaridae (20 géneros, 668 espécies)

  - Superfamília Euphthiracaroidea
    - Família Euphthiracaridae (5 géneros, 111 espécies)
    - Família Oribotritiidae (12 géneros, 152 espécies)
    - Família Synichotritiidae (2 géneros, 8 espécies)

  - Superfamília Eulohmannioidea
    - Família Eulohmanniidae (1 espécie)

  - Superfamília Perlohmannioidea
    - Família Perlohmanniidae (3 géneros, 9 espécies)

  - Superfamília Epilohmannioidea
    - Família Epilohmanniidae (4 géneros, 32 espécies)

  - Superfamília Collohmannioidea
    - Família Collohmanniidae (1 espécie)

  - Superfamília Nehypochthonioidea
    - Família Nehypochthoniidae (1 género, 2 espécies)

##### Supercoorte Mixonomatides
- Supercoorte Mixonomatides (Mixonomata)
  - Coorte Nothrina
    - Superfamília Crotonioidea
      - Família Crotoniidae (2 géneros, 50 espécies)
      - Família Camisiidae (9 géneros, 84 espécies)
      - Família Trhypochthoniidae (9 géneros, 70 espécies)
      - Família Nothridae (3 géneros, 86 espécies)
      - Família Malaconothridae (4 géneros, 140 espécies)
      - Família Nanhermanniidae (8 géneros, 50 espécies)
      - Família Hermanniidae (incluindo Galapagacaridae) (3 géneros, 80 espécies)

  - Coorte Brachypylina
    - Superfamília Hermannielloidea
      - Família Hermanniellidae (8 géneros, 50 espécies)
      - Família Plasmobatidae (3 géneros, 8 espécies)

    - Superfamília Neoliodoidea 
      - Família Neoliodidae (4 géneros, 45 espécies)

    - Superfamília Plateremaeioidea (incluindo Gymnodamaeoidea)
      - Família Nacunansellidae (1 espécie)
      - Família Plateremaeidae (6 géneros, 27 espécies)
      - Família Pheroliodidae (incluindo Hammeriellidae e Nooliodidae) (12 géneros, 70 espécies)
      - Família Pedrocortesellidae (2 géneros, 41 espécies)
      - Família Licnodamaeidae (2 géneros, 5 espécies)
      - Família Licnobelbidae (1 género, 4 espécies)
      - Família Lyrifissellidae (1 género, 3 espécies)
      - Família Gymnodamaeidae (10 géneros, 49 espécies)
      - Família Aleurodamaeidae (1 género, 4 espécies)
      - Família Idiodamaeidae (1 género, 6 espécies)

    - Superfamília Damaeoidea
      - Família Damaeidae (31 géneros, 280 espécies)

    - Superfamília Cepheoidea
      - Família Anderemaeidae (5 géneros, 18 espécies)
      - Família Cercocepheidae (3 géneros)
      - Família Cepheidae (incluindo Compactozetidae) (16 géneros, 52 espécies)
      - Família Microtegeidae (2 géneros, 20 espécies)
      - Família Nosybeidae (2 géneros, 2 espécies)
      - Família Eutegaeidae (incluindo Pterozetidae) (11 géneros, 21 espécies)
      - Família Pterobatidae (1 espécie)

    - Superfamília Polypterozetoidea
      - Família Polypterozetidae (1 espécie)
      - Família Podopterotegaeidae (1 espécie)
      - Família Tumerozetidae (1 espécie)
      - Família Nodocepheidae (2 géneros, 8 espécies)

    - Superfamília Eremaeoidea
      - Família Arceremaeidae (anteriormente em Oppidoidea) (2 géneros, 7 espécies)
      - Família Eremaeidae (9 géneros, 73 espécies)
      - Família Megeremaeidae (1 género, 5 espécies)
      - Família Niphocepheidae (1 género, 2 espécies)
      - Família Zetorchestidae (6 géneros, 22 espécies)

    - Superfamília Microzetoidea
      - Família Microzetidae (51 géneros, 180 espécies)

    - Superfamília Ameroidea (sinónimo taxonómico de Amerobelboidea)
      - Família Amerobelbidae (7 géneros, 15 espécies)
      - Família Ctenobelbidae (1 género, 13 espécies)
      - Família Eremulidae (3 géneros, 20 espécies)
      - Família Damaeolidae (6 géneros, 12 espécies)
      - Família Eremobelbidae (5 géneros, 28 espécies)
      - Família Ameridae (10 géneros, 22 espécies)
      - Família Staurobatidae (2 géneros, 2 espécies)
      - Família Heterobelbidae (3 géneros, 9 espécies)
      - Família Basilobelbidae (2 géneros, 15 espécies)
      - Família Caleremaeidae (anteriormente em Oppidoidea) (2 géneros, 5 espécies)
      - Família Oxyameridae (anteriormente em Oppidoidea) (1 género, 5 espécies)
      - Família Rhynchoribatidae (anteriormente em Oppidoidea) (2 géneros, 14 espécies)
      - Família Spinozetidae (anteriormente em Oppidoidea) (2 géneros, 2 espécies)
      - Família Hungarobelbidae (2 géneros, 7 espécies)

    - Superfamília Gustavioidea (anteriormente: Licaroidea)
      - Família Tenualidae (6 géneros, 10 espécies)
      - Família Liacaridae (incluindo Xenillidae) (12 géneros, 220 espécies)
      - Família Astegistidae (incluindo Maorizetidae (1 espécie)) (10 géneros, 24 espécies)
      - Família Multoribulidae (2 géneros, 2 espécies)
      - Família Peloppiidae (anterieomente: Certoppiidae e Metrioppiidae) (22 géneros, 80 espécies)
      - Família Gustaviidae (1 género, 13 espécies)
      - Família Kodiakellidae (1 género, 2 espécies)

    - Superfamília Carabodoidea
      - Família Carabodidae (49 géneros, 239 espécies)
      - Família Carabocepheidae (1 espécie)
      - Família Nipobodidae (2 géneros, 9 espécies)
      - Família Dampfiellidae (anteriormente em Oppidoidea) (2 géneros, 42 espécies)
      - Família Otocepheidae (40 géneros, 220 espécies)
      - Família Tokunocepheidae (1 espécie)

    - Superfamília Tectocepheoidea
      - Família Tectocepheidae (2 géneros, 15 espécies)

    - Superfamília Oppidoidea
      - Família Luxtoniidae (1 espécie)
      - Família Autognetidae (8 géneros, 10 espécies)
      - Família Chaviniidae (1 género, 2 espécies)
      - Família Cuneoppidae (1 género, 2 espécies)
      - Família Enantioppiidae (1 espécie)
      - Família Epimerellidae (2 géneros, 5 espécies)
      - Família Granuloppiidae (4 géneros, 14 espécies)
      - Família Hexoppiidae (1 espécie)
      - Família Machadobelbidae (1 género, 10 espécies)
      - Família Machuellidae (2 géneros, 7 espécies)
      - Família Nosybelbidae (1 espécie)
      - Família Oppiidae (170 géneros, mais de 1000 espécies)
      - Família Papillonotidae (1 género, 3 espécies)
      - Família Quadroppiidae (2 géneros, 34 espécies)
      - Família Sternoppiidae (1 género, 7 espécies)
      - Família Suctobelbidae (30 géneros, 192 espécies)
      - Família Teratoppiidae (4 géneros, 20 espécies)
      - Família Thyrisomidae (8 géneros, 46 espécies)
      - Família Trizetidae (1 espécie)
      - Família Tuparezetidae (1 género, 2 espécies)
      - Família Platyameridae (1 espécie)

    - Superfamília Hydrozetoidea
      - Família Hydrozetidae (1 género, 9 espécies)
      - Família Limnozetidae (1 género, 12 espécies)

    - Superfamília Ameronothroidea
      - Família Ameronothridae (9 géneros, 16 espécies)
      - Família Selenoribatidae (6 géneros, 11 espécies)
      - Família Fortuyniidae (3 géneros, 10 espécies)
      - Família Tegeocranellidae (1 género, 16 espécies)

    - Superfamília Cymbaeremoidea
      - Família Cymbaeremaeidae (8 géneros, 63 espécies)

    - Superfamília Eremaeozetoidea
      - Família Eremaeozetidae (anteriormente em Cepheoidea) (3 géneros, 33 espécies)
      - Família Idiozetidae (anteriormente constituía uma superfamília (Idiozetoidea), depois incluída nos Eremaeozetoidea) (1 género, 2 espécies)

    - Superfamília Licneremaeoidea
      - Família Licneremaeidae (2 géneros, 15 espécies)
      - Família Dendroeremaeidae (1 género, 2 espécies)
      - Família Eremellidae (anteriormente em Oppidoidea) (3 géneros, 7 espécies)
      - Família Micreremidae (anteriormente em Cymbaeremoidea, inclui Fenichelliidae, anteriormente em Oripodoidea) (5 géneros, 19 espécies)
      - Família Adhaesozetidae (anteriormente em Cymbaeremoidea, inclui Phylleremus) (2 géneros, 3 espécies)
      - Família Passalozetidae (2 géneros, 38 espécies)
      - Família Scutoverticidae (11 géneros, 64 espécies)
      - Família Lamellareidae (anteriormente em Oripodoidea) (3 géneros, 4 espécies)
      - Família Charassobatidae (anteriormente a superfamília Cahrassobatoidea) (3 géneros, 12 espécies)

    - Superfamília Phenopelopoidea
      - Família Phenopelopidae (anteriormente: Pelopidae) (4 géneros, 34 espécies)
      - Família Unduloribatidae (2 géneros, 3 espécies)

    - Superfamília Achipterioidea
      - Família Tegoribatidae (10 géneros, 23 espécies)
      - Família Achipteriidae (8 géneros, 69 espécies)
      - Família Epactozetidae (anteriormente em Galumnoidea) (2 géneros, 5 espécies)

    - Superfamília Oribatelloidea
      - Família Oribatellidae (12 géneros, 132 espécies)

    - Superfamília Oripodoidea
      - Família Haplozetidae (19 géneros, 219 espécies)
      - Família Oripodidae (16 géneros, 98 espécies)
      - Família Oribatulidae (18 géneros, 199 espécies)
      - Família Scheloribatidae (20 géneros, 335 espécies)
      - Família Symbioribatidae (2 géneros, 3 espécies)
      - Família Liebstadiidae (9 géneros, 42 espécies)
      - Família Hemileiidae (14 géneros, 117 espécies)
      - Família Caloppiidae (4 géneros, 24 espécies)
      - Família Parapirnodidae (3 géneros, 9 espécies)
      - Família Protoribatidae (10 géneros, 129 espécies)
      - Família Pirnodidae (2 géneros, 5 espécies)
      - Família Pseudoppiidae (2 géneros, 3 espécies)
      - Família Maudheimiidae  (1 género, 4 espécies)
      - Família Mochlozetidae (12 géneros, 62 espécies)
      - Família Nesozetidae (1 espécie)
      - Família Neotrichozetidae (1 género, 3 espécies)
      - Família Drymobatidae (3 géneros, 7 espécies)
      - Família Tubulozetidae (1 espécie)
      - Família Nasobatidae (1 género, 2 espécies)

    - Superfamília Galumnoidea
      - Família Galumnellidae (6 géneros, 35 espécies)
      - Família Galumnidae (33 géneros, 431 espécies)
      - Família Parakalummidae (2 géneros, 44 espécies)

  - Coorte Astigmatina (Astigmata)
    - Superfamília Schizoglyphoidea
      - Família Schizoglyphidae (1 espécie)

    - Superfamília Histiostomatoidea
      - Família Histiostomatidae (56 géneros, 208 espécies)
      - Família Guanolichidae (3 géneros, 4 espécies)

    - Superfamília Canestrinioidea
      - Família Chetochelacaridae (1 espécie)
      - Família Lophonotacaridae (1 espécie)
      - Família Canestriniidae (91 géneros, 295 espécies)
      - Família Heterocoptidae (10 géneros, 22 espécies)

    - Superfamília Hemisarcoptoidea
      - Família Chaetodactylidae (3 géneros, 69 espécies)
      - Família Hyadesiidae (2 géneros, 37 espécies)
      - Família Carpoglyphidae (4 géneros, 8 espécies)
      - Família Algophagidae (8 géneros, 16 espécies)
      - Família Hemisarcoptidae (8 géneros, 18 espécies)
      - Família Winterschmidtiidae (25 géneros, 74 espécies)

    - Superfamília Glycyphagoidea
      - Família Euglycyphagidae (5 géneros, 5 espécies)
      - Família Chortoglyphidae (4 géneros, 12 espécies)
      - Família Pedetropodidae (1 espécie)
      - Família Echimyopodidae (4 géneros, 12 espécies)
      - Família Aeroglyphidae (2 géneros, 10 espécies)
      - Família Rosensteiniidae (14 géneros, 30 espécies)
      - Família Glycyphagidae (41 géneros, 192 espécies)

    - Superfamília Acaroidea
      - Família Sapracaridae (1 géneros, 2 espécies)
      - Família Suidasiidae (5 géneros, 9 espécies)
      - Família Lardoglyphidae (1 género, 6 espécies)
      - Família Glycacaridae (1 espécie)
      - Família Scatoglyphidae (1 espécie)
      - Família Gaudiellidae (3 géneros, 6 espécies)
      - Família Acaridae (113 géneros, 407 espécies)

    - Superfamília Hypoderatoidea
      - Família Hypoderatidae (17 géneros, 53 espécies)

    - Superfamília Pterolichoidea
      - Família Oconnoriidae (1 espécie)
      - Família Ptiloxenidae (3 géneros, 7 espécies)
      - Família Pterolichidae (92 géneros, 289 espécies)
      - Família Cheylabididae (2 géneros, 5 espécies)
      - Família Ochrolichidae (3 géneros, 3 espécies)
      - Família Gabuciniidae (14 géneros, 41 espécies)
      - Família Falculiferidae (15 géneros, 38 espécies)
      - Família Eustathiidae (17 géneros, 59 espécies)
      - Família Crypturoptidae (9 géneros, 10 espécies)
      - Família Thoracosathesidae (1 género, 2 espécies)
      - Família Rectijanuidae (1 género, 12 espécies)
      - Família Ascouracaridae (7 géneros, 21 espécies)
      - Família Syringobiidae (14 géneros, 67 espécies)
      - Família Kiwilichidae (1 género, 2 espécies)
      - Família Kramerellidae (7 géneros, 26 espécies)
      - Família Freyanidae (17 géneros, 26 espécies)
      - Família Vexillariidae (12 géneros, 18 espécies)
      - Família Caudiferidae (3 géneros, 4 espécies)

    - Superfamília Analgoidea
      - Família Heteropsoridae (1 espécie)
      - Família Analgidae (33 géneros, 83 espécies)
      - Família Xolalgidae (21 géneros, 45 espécies)
      - Família Avenzoariidae (18 géneros, 103 espécies)
      - Família Pteronyssidae (21 géneros, 140 espécies)
      - Família Proctophyllodidae (36 géneros, 95 espécies)
      - Família Psoroptoididae (9 géneros, 25 espécies)
      - Família Trouessartiidae (11 géneros, 40 espécies)
      - Família Alloptidae (31 géneros, 68 espécies)
      - Família Thysanocercidae (1 género, 6 espécies)
      - Família Dermationidae (12 géneros, 16 espécies)
      - Família Epidermoptidae (inclui: Knemidokoptidae) (12 géneros, 27 espécies)
        - Subfamília Epidermoptinae (6 géneros, 15 espécies)
        - Subfamília Knemidokoptinae (6 géneros, 12 espécies)

      - Família Apionacaridae (4 géneros, 7 espécies)
      - Família Dermoglyphidae (6 géneros, 10 espécies)
      - Família Gaudooglyphidae (1 espécie)
      - Família Laminosioptidae (5 géneros, 22 espécies)
        - Subfamília Laminosioptinae
        - Subfamília Fainocoptinae

      - Família Cytoditidae (2 géneros, 5 espécies)
      - Família Pyroglyphidae (18 géneros, 42 espécies)
      - Família Turbinoptidae (8 géneros, 10 espécies)
      - Família Ptyssalgidae (1 espécie)

    - Superfamília Sarcoptoidea
      - Família Psoroptidae (17 géneros, 21 espécies)
      - Família Lobalgidae (3 géneros, 7 espécies)
      - Família Myocoptidae (6 géneros, 18 espécies)
      - Família Rhyncoptidae (inclui: Audycoptidae) (5 géneros, 8 espécies)
      - Família Listrophoridae (21 géneros, 150 espécies)
      - Família Chirodiscidae (28 géneros, 250 espécies)
      - Família Atopomelidae (47 géneros, 400 espécies)
      - Família Chirorhynchobiidae (1 género, 2 espécies)
      - Família Gastronyssidae (7 géneros, 28 espécies)
      - Família Lemurnyssidae (2 géneros, 2 espécies)
      - Família Pneumocoptidae (1 género, 4 espécies)
      - Família Sarcoptidae (17 géneros, 117 espécies)